# Verbandsgemeinde Neumagen-Dhron
La comunità amministrativa di Neumagen-Dhron (Verbandsgemeinde Neumagen-Dhron) si trovava nel circondario di Bernkastel-Wittlich nella Renania-Palatinato, in Germania. Dal 1º gennaio 2012 è stata soppressa ed i comuni che ne facevano parte sono entrati a far parte di altre comunità amministrative: Minheim, Neumagen-Dhron e Piesport sono entrati nella Verbandsgemeinde Bernkastel-Kues, mentre Trittenheim è entrato nella Verbandsgemeinde Schweich an der Römischen Weinstraße, nel circondario di Treviri-Saarburg.

## Suddivisione
Comprendeva 4 comuni:
1. Minheim
2. Neumagen-Dhron
3. Piesport
4. Trittenheim

Il capoluogo era Neumagen-Dhron.